# 高街 (香港)
高街，是香港西營盤的一條街道，單線行車，可容小巴及私家車行走，有一行收費咪表路邊泊車位，兩邊有行人道，西端連接薄扶林道，東端則連接般咸道。
2015年港島綫西延綫全綫通車，高街近年亦轉型成餐飲熱點，有不少走新派、型格路線的酒吧、特色食肆，被稱為「小蘇豪」。

## 歷史

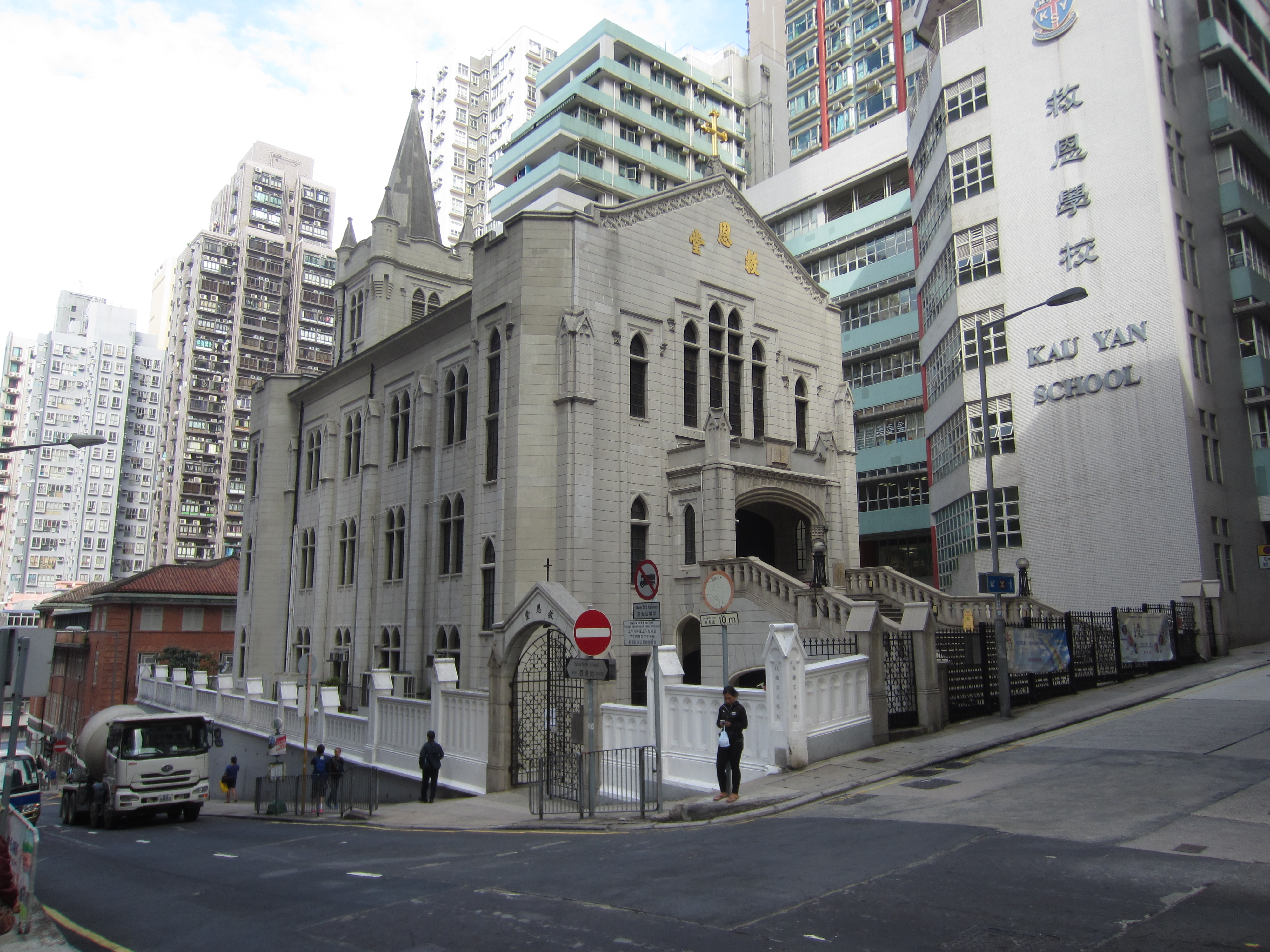
基督教香港崇真會救恩堂

高街（High Street）是英語系國家常見的街道名字，這些街道的歷史可以追溯至中世紀，大多是所在城市最古老、最具歷史價值的街道之一，例如英國劍橋市的三一街的前稱就是高街、位於蘇格蘭格拉斯哥的高街是格拉斯哥市最古老的街道。英國牛津市的高街被英國藝術、建築史學家尼古拉斯·佩夫斯納爵士稱為「世界上最偉大的街道之一」，沿途是牛津大學各學院。此外，在都柏林市、唐卡斯特、布里斯托、威爾斯紐波特等歷史名城都有同名街道。
香港西營盤的高街亦是香港多座歷史建築所在地，沿路有不少香港維多利亞時代及愛德華時代遺留的殖民地建築，當中的舊國家醫院外籍護士宿舍、般咸道官立小學都已被評為法定古蹟。而在1870年啟用的前半山警署（現已重建），為香港警務處最早設立的警署之一。位於西邊街與高街交界的基督教香港崇真會救恩堂於2011年9月2日被確認為一級歷史建築。位於高街與東邊街交界、建於1920年代的舊華人精神病院主樓是香港碩果僅存的新喬治時代建築，它與隔鄰的職員宿舍被列為二級歷史建築。

## 沿路建築
- 前半山警署（今戴麟趾康復中心）
- 香港佐治五世紀念公園，現設有港鐵港島綫西營盤站出口
- 般咸道官立小學
- 舊國家醫院外籍護士宿舍（今西營盤社區綜合大樓）
- 舊華人精神病院
- 正街街市及西營盤街市
- 基督教香港崇真會救恩堂及救恩學校
- 李陞小學
- 明愛凌月仙幼稚園（原址為嘉諾撒仁愛女修會的寄宿學校）
- 西區牙科診所
- 高宏閣：香港房屋協會的一個市區改善計劃項目，門牌號碼是高街31號，1985年落成入伙，一梯兩伙共提供24個單位。[1]
- 富裕大廈：2020年8月17日凌晨，富裕大廈16樓一單位，44歲男子與78歲父親爭執，以刀弒父後跳樓自殺，俱亡。[2][3][4]